# Пламеневский, Владимир Юрьевич
Влади́мир Ю́рьевич Пламене́вский (26 июня 1946, Севастополь — 26 мая 2003, Листвянка, Иркутская область) — поэт, архитектор.

## Биография
В. Ю. Пламеневский родился 26 июня 1946 года в семье офицера морской инженерной службы Черноморского флота.
Одновременно с окончанием средней образовательной школы закончил художественную. В 1964 поступил на архитектурный факультет ЛИСИ. Учёбе в ВУЗе сопутствовали занятия в городских литературных объединениях, где поэтическую атмосферу в то время определяли Г. Горбовский, А.Кушнер, В.Соснора, И. Бродский. К этому же времени относятся и первые серьёзные критические отзывы на стихи Владимира Пламеневского, в частности — рецензия Наума Коржавина на юношескую поэму «Гольфстримы любви».

После защиты диплома в 1970 году получил распределение в Москву, но в тот же год вернулся в Ленинград и в течение шести лет работал в институте Ленпроект. Занятия литературой продолжались постоянно, однако в печать ничто не предлагалось.

В 1976 приехал на строительство Усть-Илимска, где сначала трудился в группе рабочего проектирования, через два года став художником-архитектором Художественного фонда. В 1985 вступил в Союз архитекторов России. Как поэт Владимир Пламеневский впервые в 1976 году выступил на Иркутской областной конференции «Молодость. Творчество. Современность» и стал лауреатом. Подборки стихов печатались в иркутских коллективных сборниках, центральных журналах «Литературная учёба», «Студенческий меридиан». Первая книга «Параллель» вышла в 1981 в Иркутске. В то же время в Усть-Илимске у поэта сложились напряжённые отношения с городскими контролирующими органами в связи с его участием в работе «диссидентского» Театра Трудящейся Молодёжи (ТТМ) под руководством В. Гуляева. Публикации стихов оказались под запретом. После многочисленных тяжб с Обллитом и издательским редактором в 1987 в Иркутске вышел в свет второй стихотворный сборник «Здравствуйте вечно». В рецензии на рукопись этой книжки поэтесса Татьяна Бек отмечала: «Перед нами сильный лирический поэт с остросовременным взглядом на мир и с высокой техникой стиха».

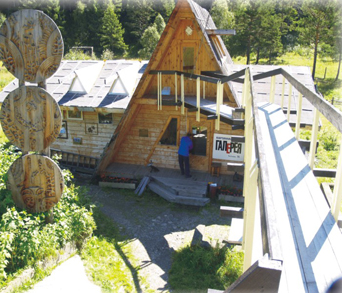
Галерея В. Ю. Пламеневского. 2007

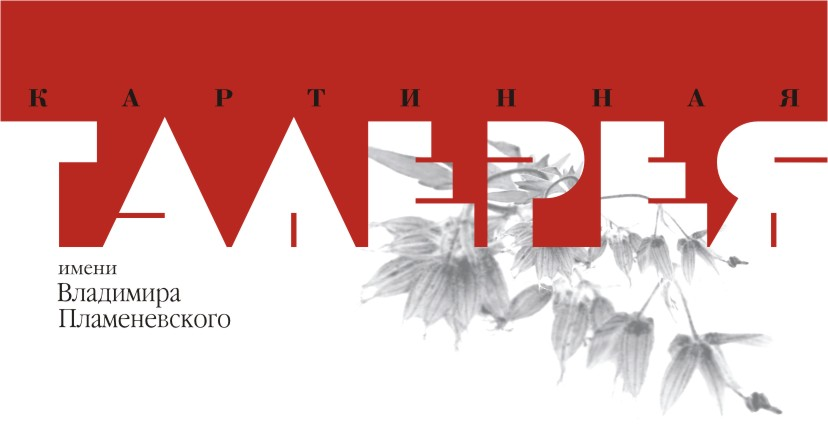

В 1992 поэт переезжает в посёлок Листвянка на Байкале, строит жилой дом и рядом с ним первую в Иркутской области частную картинную галерею с гостевыми домиками. Частыми посетителями и жильцами галереи стали художники из Москвы и Санкт-Петербурга, Франции и Канады, Германии, Японии, США.
В 1995 Владимир Пламеневский вступил в Союз российских писателей.
В 2002 году был награждён премией Иркутского отделения Союза российских писателей и Иркутского областного Фонда культуры «Интеллигент провинции».
Умер 26 мая 2003, похоронен на Листвянском кладбище.
Женат:Филимонова Ольга
Дети:Пламеневский Платон,Пламеневский Арсений

## Наследие
После пожара в январе 2004 года картинная галерея была восстановлена, деятельность «Галереи Пламеневского» продолжал его брат Алексей, переселившийся на берег Байкала из Одессы.Умер в 2018 году. 
В 2006 в честь 60-летия Владимира Пламеневского и 10-летнего юбилея галереи был организован Международный конкурс детского художественного творчества «Славное море…». Каждый год весной из разных уголков страны, ближнего и дальнего зарубежья присылают юные художники свои работы на прибайкальское творческое состязание. В летние школьные каникулы 2010 года конкурс отметил свой первый юбилей, а Иркутский областной художественный музей и Картинная галерея В. Ю. Пламеневского в пятый раз разместили итоговые выставки работ победителей конкурса.

При галерее был создан Байкальский Культурный Центр.В настоящее время галерея не работает.